# بوچاستل
بوچاستل (به فرانسوی: Beauchastel) یک کمون در فرانسه است که در آردش واقع شده‌است. بوچاستل ۸٫۴۶ کیلومتر مربع مساحت دارد ۱۰۰ متر بالاتر از سطح دریا واقع شده‌است.